# كوبه بيريز
كوبه بيريز (بالإنجليزية: Kobe Perez)‏ هو لاعب كرة قدم أمريكي في مركز الوسط، ولد في 10 أبريل 1997 في دالتون في الولايات المتحدة. لعب مع نادي تورمينتا.